# Caritas in veritate
Caritas in veritate (z łac., pol. Miłość w prawdzie) – encyklika społeczna papieża Benedykta XVI, wydana 7 lipca 2009. 

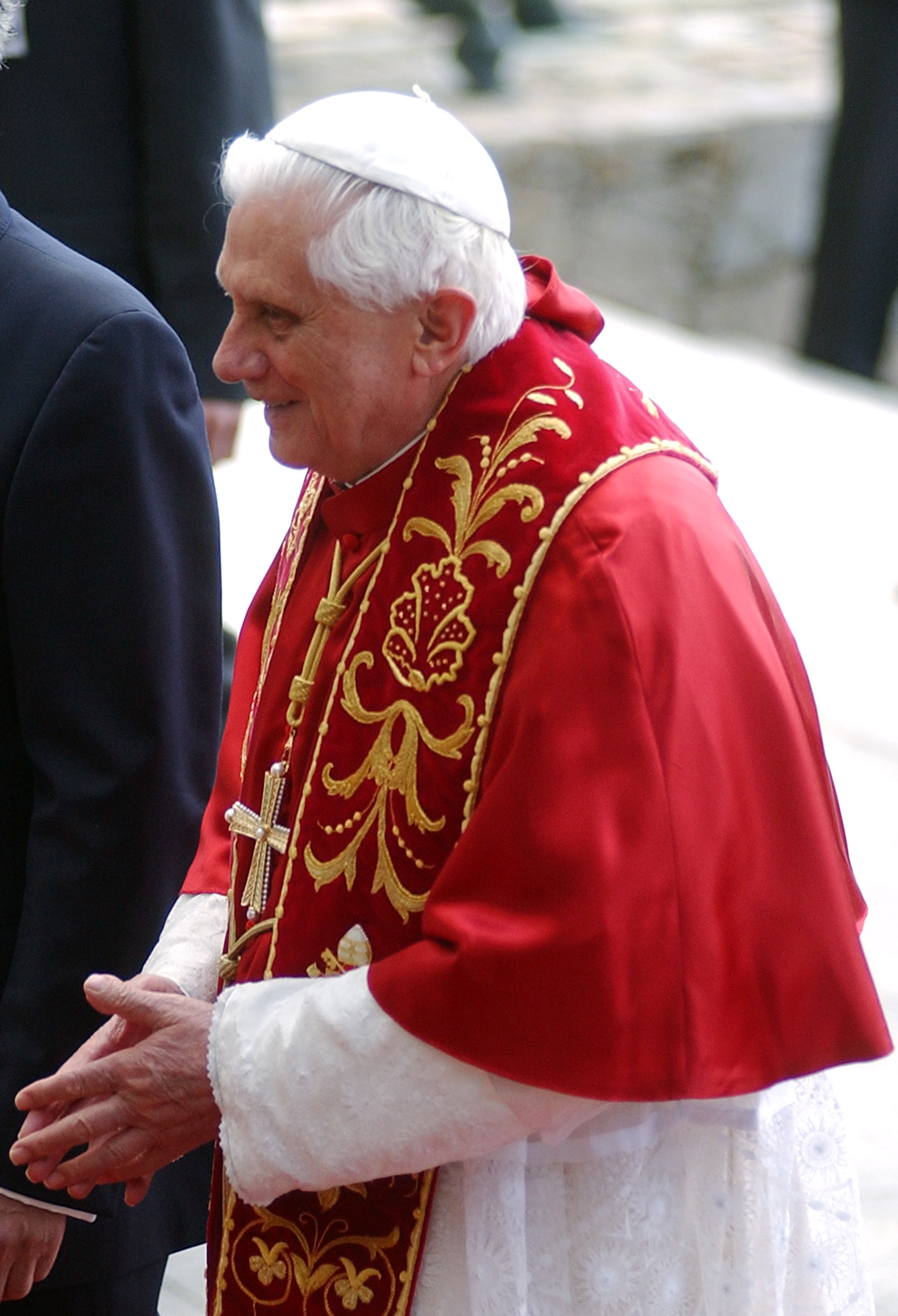
Benedykt XVI w 2007

## Okoliczności wydania
Pierwotnie Caritas in veritate ukazać się miała na 40-lecie encykliki społecznej Pawła VI, Populorum progressio (1967). Jej tytuł ujawniony został w marcu 2008, jednak termin wydania przenoszony był kilkakrotnie, między innymi z uwagi na trudności w przekładzie. Planowano przetłumaczenie dokumentu na język chiński. Pod koniec czerwca 2009 ujawniono problemy z przekładem trudnego technicznie dokumentu na język łaciński.
Ostatecznie 7 lipca 2009 encyklika ukazała się równocześnie w siedmiu językach: po angielsku, francusku, hiszpańsku, niemiecku, polsku, portugalsku i włosku. W samej encyklice znalazła się data 29 czerwca 2009, w uroczystość świętych Apostołów Piotra i Pawła.

## Treść encykliki
Encyklika, obok wprowadzenia i zakończenia, składa się z sześciu rozdziałów:
1. Przesłanie Populorum progressio.
2. Rozwój ludzki w naszych czasach.
3. Braterstwo, rozwój ekonomiczny i społeczeństwo obywatelskie.
4. Rozwój ludów, prawa i obowiązki, środowisko.
5. Współpraca rodziny ludzkiej.
6. Rozwój narodów a technika.

Na początku dokumentu Benedykt XVI przypomniał, że miłość w prawdzie jest zasadniczą siłą napędową prawdziwego rozwoju człowieka i całej ludzkości, bez której nie są możliwe ani zapanowanie sprawiedliwości (która jest postawą miłości), ani też osiągnięcie wspólnego dobra.
Caritas in veritate odnosi się często do encykliki Populorum progressio, poświęconej rozwojowi. Benedykt XVI potwierdził tezę Pawła VI, że powołaniem człowieka jest jego pełny i integralny rozwój. Rozwój, który opiera się na miłości i prawdzie, według papieża jest możliwy pod warunkiem przestrzegania szeregu wskazówek dotyczących życia społecznego:
- pożywienie i dostęp do wody pitnej jako powszechne prawo wszystkich istot ludzkich, które nie dopuszcza różnic czy dyskryminacji (punkt 27)
- otwarcie na życie znajduje się w centrum prawdziwego rozwoju, a błędem jest uważanie wzrostu ludności za pierwszą przyczynę niedorozwoju (punkt 44)
- powinności wobec środowiska naturalnego i obowiązek przekazania ziemi nowym pokoleniom w takim stanie, aby również i one mogły godnie ją zamieszkiwać i dalej uprawiać (punkt 50)

Pisząc na temat kryzysu gospodarczego, Benedykt XVI podkreślił, że może być on nową szansą dla wszystkich, gdyż wymaga znalezienia nowych reguł i oparcia na zaufaniu i solidarności.

„Bez prawdy, bez zaufania i miłości do prawdy, nie ma świadomości i odpowiedzialności społecznej, a działalność społeczna zostaje uzależniona od prywatnych interesów i logiki władzy, prowadząc do dzielenia społeczeństwa, a tym bardziej społeczeństwa zmierzającego do globalizacji, w trudnych momentach jak obecnie”

Według ks. Tomasza Jaklewicza podstawowym wezwaniem papieża jest dążenie do udoskonalania świata i osiągnięcie takiej jego postaci, w której nigdy z pola widzenia nie giną dwa jego centralne punkty: Bóg i człowiek.

## Odbiór encykliki
Pierwsze komentarze agencyjne i specjalistyczne podkreślają, że Caritas in veritate jest encykliką na czas kryzysu. Jednocześnie jest to najdłuższa encyklika spośród trzech wydanych przez Benedykta XVI i najtrudniejsza w odbiorze, przez co może wymagać przełożenia na bardziej komunikatywny język.
Według Adama Glapińskiego encyklika nie ogranicza się do wartości negatywnych, lecz tchnie duchem optymizmu.